# Empire Norseman (schip, 1942)
De Empire Norseman was een Brits stoomtankschip van 9.811 ton, dat in de Tweede Wereldoorlog door een Duitse onderzeeboot is getorpedeerd.

## Geschiedenis
De tanker werd voltooid in 1942 op de scheepswerf van Furness Shipbuilding Co. Ltd, Haverton Hill, Middlesbrough. De eigenaar was Eagle Oil & Shipping Co. Ltd, Londen, met aldaar haar thuishaven. Ze werd gebouwd voor het Britse Ministry of War Transport (MoWT). Er waren aan boord 53 bemanningsleden en ze voer van Greenock naar Curaçao, met een lading ballast. Ze voer mee met konvooi UC-1 in februari 1943. Het tankschip was amper een jaar oud.
Het latere verlies van de Empire Norseman begon omstreeks 22.14 uur op 23 februari 1943, toen de U-382, onder commando van Herbert Juli, één FAT-torpedo en één minuut later een verspreid salvo van twee G7e torpedo's lanceerde op het konvooi UC-1, ten zuiden van de Azoren. Herbert Juli dacht dat hij twee schepen tot zinken had gebracht, maar slechts een van deze torpedo's sloeg in op het Shell-tankschip Empire Norseman, aan haar stuurboordzijde en hierdoor geraakte ze achterop op het konvooi.
Tussen 22.17 uur en 22.20 uur op 23 februari, vuurde de U-202, onder bevel van Günter Poser, vier torpedo's op konvooi UC-1. Ze meldden drie torpedoinslagen op drie schepen. De eerste en tweede torpedoklap was tegen de Murena en de British Fortitude, die allebei, niettemin beschadigd, hun reisroute met het konvooi voortzetten. De derde torpedo liep verloren verder in zee en de laatste torpedoinslag trof de reeds beschadigde Empire Norseman nog eens aan haar stuurboordzijde en stopte haar vaart. De nieuwe tanker bleef ongeveer anderhalf uur lang nog ronddrijven. Om 23.45 uur op 23 februari werd het nog steeds drijvende wrak van de Empire Norseman tot zinken gebracht door de U-558 van Günther Krech, in positie 31°18’ N. en 27°20’ W.
Alle 53 opvarenden waaronder kapitein William Sharp Smith, 41 bemanningsleden en elf artilleristen van de Empire Norseman werden opgepikt door HMS Totland (Y 88) (LtCdr. L.E. Woodhouse), die hen naar het Nederlandse koopvaardijschip Maaskerk brachten. De Maaskerk bracht vervolgens de voltallige Britse bemanning naar Trinidad.